# Чириков, Сергей Гаврилович
Сергей Гаврилович Чириков (1776—1853) — учитель рисования и гувернёр в Царскосельском лицее, статский советник.

## Биография
Сын придворного истопника родился 3 (14) июля 1776 года. Шести лет был принят в училище при Императорской Академии Художеств, откуда затем поступил своекоштным воспитанником в живописный класс Академии. Обладая способностью к рисованию, он был награждён за лепление, архитектурные сочинения и рисунки с натуры два раза малыми серебряными медалями. Одновременно с посещением классов Академии Художеств поступил 18-го августа 1795 года с чином коллежского регистратора на службу в Чертёжную всего флота, где был произведён 22 ноября 1796 года в чин секретаря старших портов и откуда уволился по болезни 3 мая 1807 года. В следующем, 1808 году, 1 ноября, был определён вновь на службу секретарём Медико-филантропического Комитета.
В 1811 году, 28 июля, поступил гувернёром в только что открывшийся Царскосельский Лицей, где он и оставался по 18 ноября 1841 года, до выхода в отставку. Кроме должности гувернёра в Лицее, Чириков с 28 января 1814 года по 24 июля 1817 года был ещё учителем рисования в Благородном Пансионе при Лицее. Чириков был одним из самых замечательных лиц Царскосельского, впоследствии Императорского Александровского Лицея, как по своему долгому служению в нём, так и по умению обходиться с воспитанниками. Директор Лицея В. Ф. Малиновский в его послужном списке за 1811 год написал, что Чириков «к продолжению службы отменно способен и к повышению чином достоин по своему усердию и искусству в надзоре за воспитанниками». В воспоминаниях лицеистов А. Н. Яхонтова и графа M. A. Корфа Чириков является человеком благородным, добрым, обладавшим ровным характером и удивительным тактом, вследствие чего, несмотря на его стойкость, в отношениях его с лицеистами не происходило никогда недоразумений.

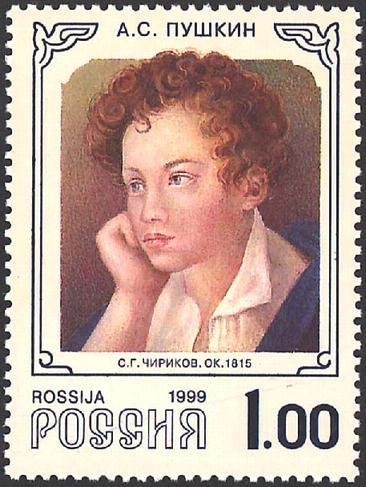
Портрет А. С. Пушкина. (ок. 1815 г.). (Mi #725)

Особенно Чириков был любим воспитанниками Лицея за сочувствие с его стороны и поощрение в их литературных занятиях. В первое время существования Лицея воспитанники, не пользуясь правом отпуска в дома родителей, проводили нередко свободное время у своих воспитателей, в том числе и у Чирикова. У него часто на дому составлялся литературный кружок лицеистов, в числе которых был и Пушкин; под руководством же Чирикова издавался в Лицее карикатурный журнал, в котором между прочими принимали участие: Пушкин, А. Д. Илличевский и А. И. Мартынов. Сочувствуя и поощряя лицеистов в занятиях литературой, Чириков и сам занимался ею, хотя особенным талантом не обладал. Он, ещё до вступления на службу в Лицей, писал длинные трагедии в стихах, но не печатал их, а они читались лицеистами в рукописях. К их числу принадлежит трагедия Чирикова «Герой севера», ходившая в Лицее в 1812 году, вследствие чего и установилось прозвище Чирикова в Лицее, известного под именем «Героя севера».
Портрет Пушкина, приложенный к первому изданию «Кавказского пленника», напечатанного в 1822 году, в Петербурге, предположительно, принадлежит работе Чирикова.
Умер в чине статского советника, 31 января (12 февраля) 1853 года и погребён на Смоленском кладбище, в Санкт-Петербурге. Там же была похоронена и его жена, Ирина Ивановна (1796—1869).